# Alla Nazimova
Alla Nazimova (n. 3 iunie 1879, Ialta, gubernia Taurida, Imperiul Rus – d. 13 iulie 1945, Los Angeles, California, SUA) a fost o actriță, scenaristă și producătoare de film americană de origine rusă.
Era cunoscută publicului larg Nazimova sau Alia Nasimoff.

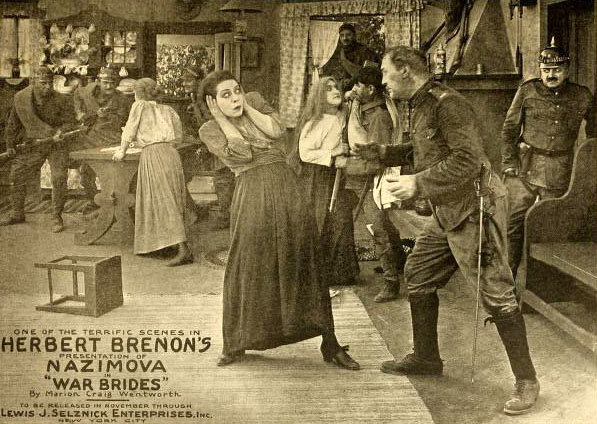
War Brides (1916)
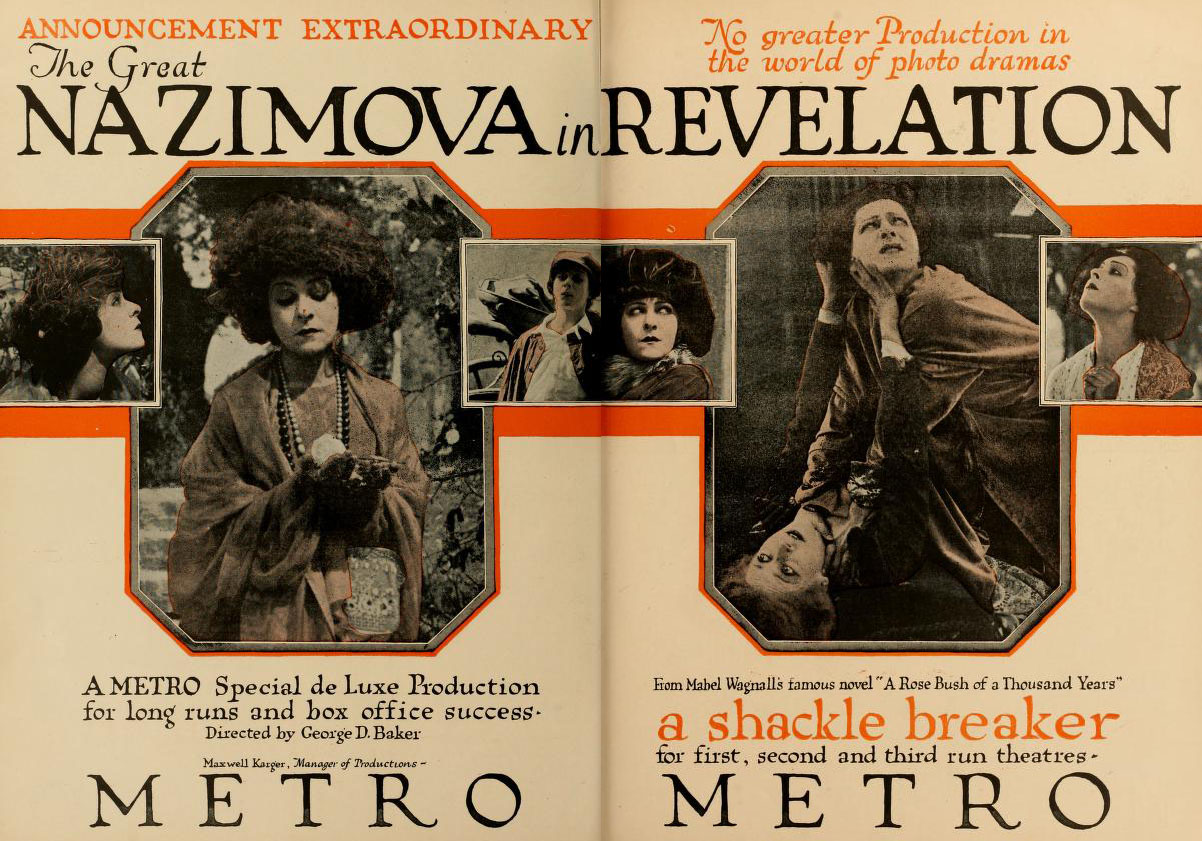
Revelation (1918)
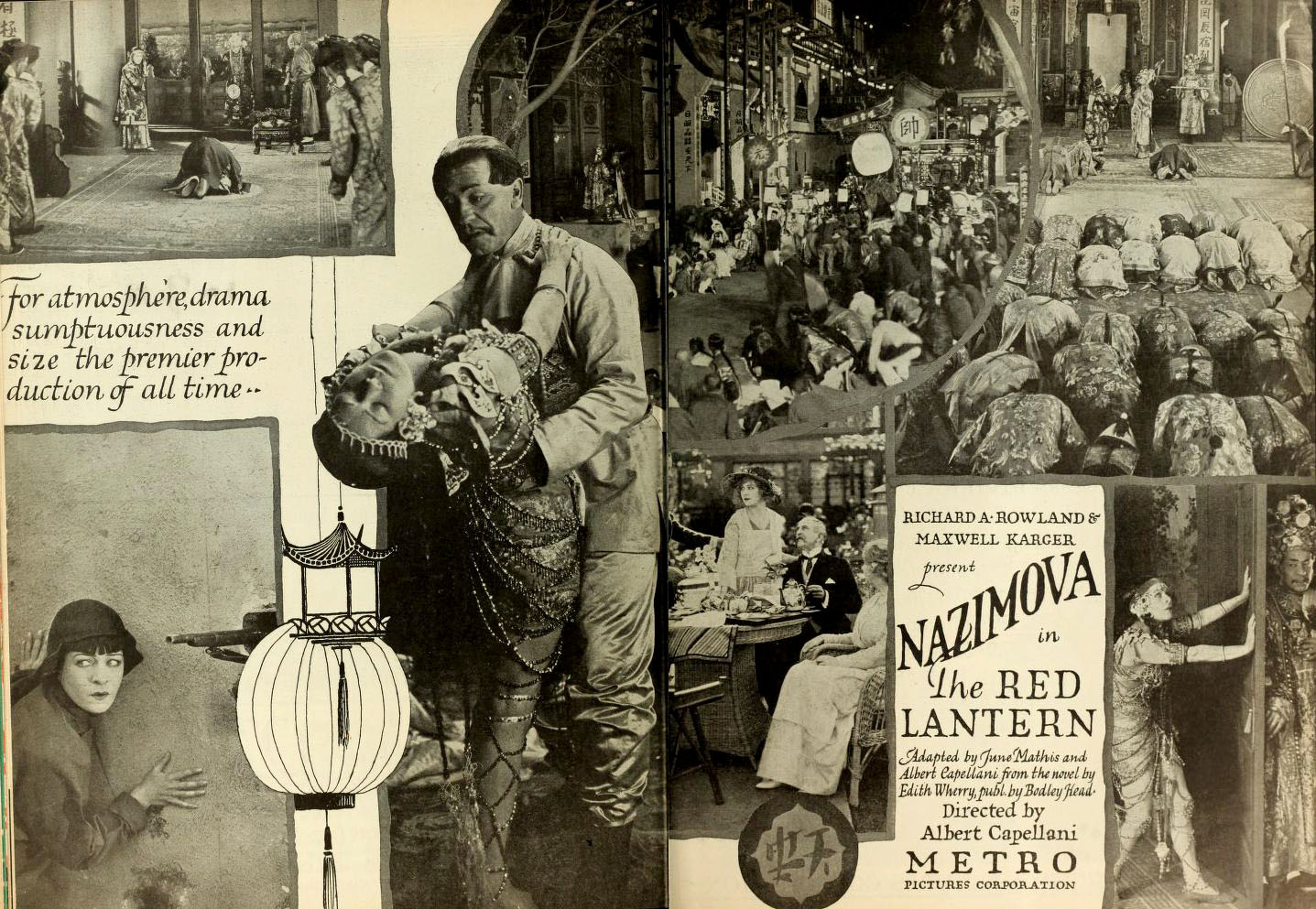
The Red Lantern (1919)